# Словцов, Борис Иванович
Борис Иванович Словцов (1874—1924) — биохимик, ординарный профессор фармакологии на медицинском факультете Императорского Саратовского (Николаевского) университета (1910—1912); заведующий биохимическим отделом и директор Института экспериментальной медицины в Петрограде (1920—1922); автор более полутора сотен научных трудов, посвященных обмену веществ в организме млекопитающих и человека; ответственный редактор «Русского физиологического журнала», а также редактор журнала «Врачебное дело».

## Биография
Борис Словцов являлся «потомственным сибиряком»: он родился в 1874 году в семье исследователя Сибири и общественного деятеля Ивана Словцова. Борис получил среднее образование в гимназии Екатеринбурга, которую окончил с золотой медалью; затем стал студентом Военно-медицинской академии в Санкт-Петербурге. В 1897 году он окончил академию и был оставлен в ней при лаборатории физиологической химии, руководимой биохимиком, профессором Александром Данилевским («для усовершенствования»).
В 1899 году Словцов защитил докторскую диссертацию по теме «К учению об оксидазах животного тела (Слюнная оксидаза)»; в последующие два года он находился в научной командировке в Европе. После возвращения, в 1903 году, приват-доцент на кафедре физиологической химии, где также стал заведовать клинической лабораторией. В период с 1910 по 1912 год он состоял профессором фармакологии на медицинском факультете Императорского Саратовского (Николаевского) университета. По данным Саратовского университета, «биохимик… Б. И. Словцов сумел придать биохимическое направление кафедре фармакологии того времени. Исследования [на кафедре] носили биохимическую направленность: „Химические изменения в печени при отравлении фосфором“, „К вопросу о химизме желудка“… Появились и первые наглядные пособия, созданные коллективом кафедры — стенные таблицы для медицинских лабораторий (качественный и количественный анализ желудочного сока, количественный анализ мочи).» В 1912 году преподаватели кафедры обобщили свой опыт и издали конспект лекций по курсу экспериментальной фармакологии. Словцов принимал участие в создании музея лекарственных препаратов, который существует в ВУЗе по сей день.
В 1912 году (по другим данным — в 1913) Борис Словцов стал профессором физиологической химии в Санкт-Петербургском Женском медицинском институте — его должность в Саратове перешла к будущему члену-корреспонденту АМН СССР, профессору Владиславу Скворцову. Во время Первой мировой войны Словцов изучал влияние химического оружия («удушающих газов») на организм человека. После Октябрьской революции, с 1919 года, он состоял заведующим биохимическим отделом Института экспериментальной медицины в Петрограде. В конце Гражданской войны, в период с 1920 по 1922 год, являлся директором Института экспериментальной медицины. Состоял ответственным редактором «Русского физиологического журнала им. И. М. Сеченова», а также редактором журнала «Врачебное дело».
Похоронен на Волковском православном кладбище Санкт-Петербурга.

## Работы
Борис Словцов является автором более полутора сотен научных трудов (статей и монографий), посвященных целому ряду проблемам биохимии своего времени: он занимался как обменом веществ в организме млекопитающих и человека, так и бальнеологией. В основанной им опытной клинике, являвшейся частью Института экспериментальной медицины, исследовались медицинские и биохимические аспекты различных видов недостаточности питания: по данным БМЭ в клинике «разрабатывались приемлемые с физиологической точки зрения заменители пищевых продуктов». В последние годы своей жизни профессор Словцов исследовал биохимию головного мозга: в частности, его интересовала биохимия белков, липоидов и ферментов головного мозга человека как в норме, так и при аутолизе.
- К учению об оксидазах животного тела (Слюнная оксидаза), дисс., Спб., 1899;
- Краткий учебник физиологии, Спб., 1906, Л., 1926;
- Руководство для клинического исследования мочи, Спб., 1908, Пг., 1918;
- Пищевые раскладки, Для больничного и практического врача, Пг., 1915;
- Влияние мацестинских источников на организм человека, Пг., 1917;
- Руководство для практических занятий по биологической химии, в. 1, Пг., 1918, М.— Л., 1925;
- Сахар и сахарин, Пг., 1918;
- Vademecum практического врача, М.—Пг., 1923;
- Физиология труда, М.— Пг., 1923, М.—Л., 1925.